# Vil·la Carlotta
Villa Carlotta és una residència noble del segle xvii envoltada d'un gran jardí al municipi de Tremezzo, a la vora del llac de Como, al nord d'Itàlia. Porta el nom d'una de les seves antigues propietàries, la duquessa Carlota. Actualment és famós pel seu jardí botànic i la casa és un museu que conté obres d'art.

## Història

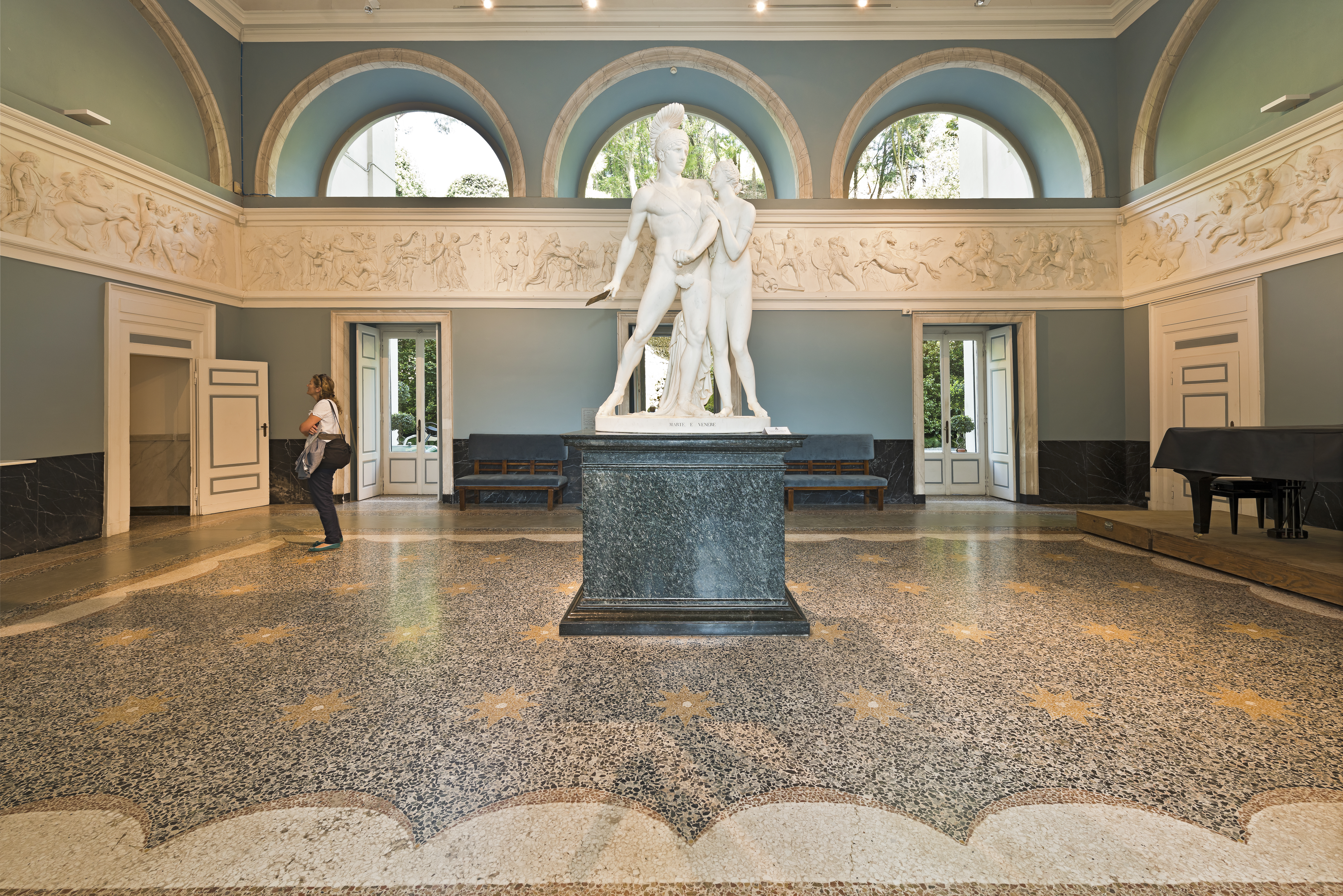
Mart i Venus, de Luigi Acquisti

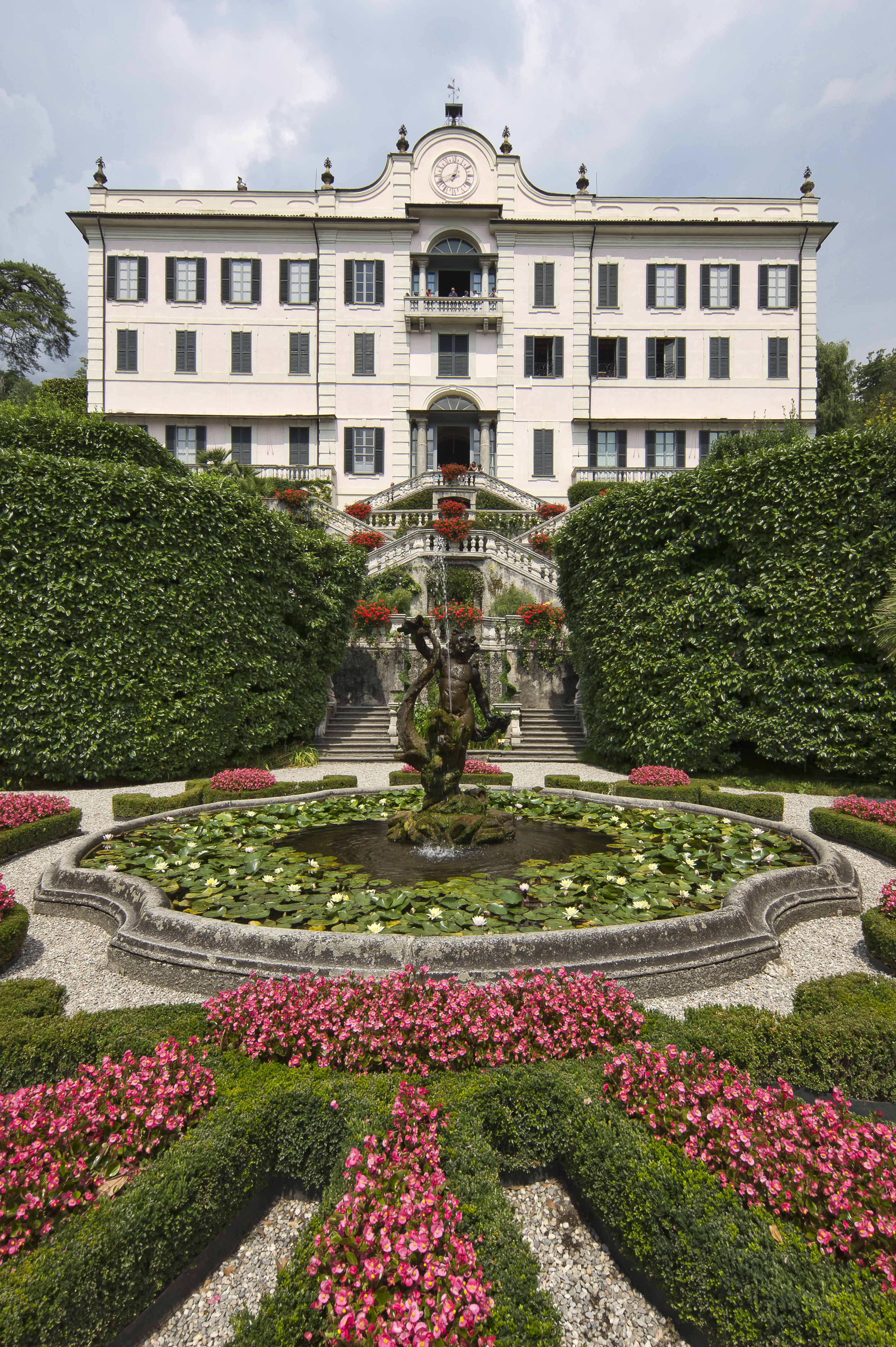
Villa Carlotta

Va ser construïda per encàrrec d'un milanès, el marquès Giorgio Clerici l'any 1690 en un parc d'uns 70.000 m² (17 acres). La casa és un petit palau edificat de cara a la península de Bellagio. El jardí és d'estil italià, amb desnivells i elements decoratius: fonts, escales, escultures. Les estàtues més destacades són la dels déus Mart i Venus, realitzades per Luigi Acquisti. Pel que fa al nom de l'arquitecte d'aquesta vil·la, roman desconegut. Es tracta d'un edifici de tres plantes i de decoració sòbria, al gust del seu temps.
Les obres van finalitzar el 1745 i va passar a mans del banquer i polític Giovanni Battista Sommariva quan el 1795 la vídua del marquès Clerici s'hi va casar. El nou propietari va afegir un frontó i un rellotge. Sommariva era col·leccionista d'art i va guarnir la casa i el jardí amb obres d'Antonio Canova i Bertel Thorvaldsen . El tema preferit de les escultures són els personatges de la mitologia clàssica, com: Palamedes, Cupido i Psique, Terpsícore, mentre que al relleu del fris està representat el triomf d'Alexandre el Gran. A l'interior hi ha obres del pintor romàntic Francesco Hayez, la més destacada està titulada L'últim petó de Romeu i Julieta. El 1843 la princesa Marianna de Prússia va donar la propietat com a regal de noces a la seva filla Carlota, duquessa de Sachen-Meiningen i des de llavors porta el seu nom.
Fou mèrit del marit de Carlotta, el duc Jordi II de Saxònia-Meiningen, apassionat de la botànica, qui va aplegar la col·lecció de plantes del seu jardí. La vil·la va passar més tard a quedar sota l'administració de l'estat italià per haver-se considerat el seu propietari un enemic de la nació. Actualment està sota la tutela d'una institució especial que ha millorat encara més el museu i els jardins.

## El jardí botànic
Al parc que envolta la Villa Carlotta hi ha més de 150 varietats d'azalees, però també hi ha camèlies, cedres i sequoies, plataners i altres espècies exòtiques. La part superior del jardí és una bonica terrassa amb més de 500 espècies de plantes amb flors afavorides pel clima temperat. Al jardí hi ha un hivernacle amb cítrics, rododendres, plantes tropicals, falgueres, palmeres, bambús i pins a l'exterior. Dins de la vila alberga obres d'art de gran valor.
L'antiga habitació per les eines de jardí s'utilitza ara per exposar eines de conreu tradicionals.